# Медиха-султан
Медиха́-султа́н (тур. Mediha Sultan; 30 августа/30 июля 1856 года, Стамбул — 9 мая или 7/9 ноября 1928, Ницца) — младшая из переживших младенчество дочерей османского султана Абдул-Меджида I, полнородная сестра последнего османского султана Мехмеда VI Вахидеддина. Матерью Медихи была четвёртая икбал султана Гюлюсту Ханым-эфенди, однако воспитывалась Медиха другой женой отца, Вердидженан Кадын-эфенди, поскольку девочка рано осиротела. Медиха дважды была замужем, её вторым мужем был известный политический деятель Дамат Мехмед Ферид-паша.

## Биография

### Происхождение и ранние годы
Медиха-султан родилась в Стамбуле 30 августа (28 зу-ль-када 1272 года по хиджре) или 30 июля 1856 года и была дочерью османского султана Абдул-Меджида I и его четвёртой икбал Гюлюсту Ханым-эфенди, происходившая, предположительно, из абхазского княжеского рода Шервашидзе (Чачба). Помимо Медихи у султана от Гюлюсту было трое детей: близнецы Зекие и Фехиме, скончавшиеся в младенчестве, и будущий османский султан Мехмед VI Вахидеддин; кроме того, у Медихи было около 40 единокровных братьев и сестёр.
В 1861 году, когда Медихе было пять лет, умерла от туберкулёза её мать Гюлюсту, а через месяц скончался Абдул-Меджид I. На троне оказался брат Абдул-Меджида Абдул-Азиз, который разлучил Медиху с братом: девочка была передана на воспитание третьей жене Абдул-Меджида Вердидженан Кадын-эфенди, а Мехмед Вахидеддин — третьей икбал покойного султана Шаесте Ханым-эфенди. Турецкий историк Чагатай Улучай писал, что Вердидженан хорошо воспитала Медиху.
Племянница Медихи Айше-султан писала, что в 1870-х годах её тётка была очаровательной и очень красивой султаншей: «Она проявляла глубокий интерес к европейскому стилю. Одежда её была дорогой и красивой. Она была прекрасна в своих платьях с длинными юбками. Она была небольшого роста, белокожая, с красивыми тёмными глазами. Она не была лишена нежности и привлекательности. Она получала предостаточно комплиментов, все во дворце любили эту султаншу. Как и Сениха-султан, она была весёлой и много смеялась».

### Первый брак
В возрасте 15—16 лет Медиха-султан влюбилась в служившего в министерстве иностранных дел Самипашазаде Неджиб-бея, сына видного деятеля Танзимата визиря Абдуррахмана Сами-паши. Турецкий историк Недждет Сакаоглу писал, что Медиха вела переписку с сыном паши, однако когда слухи об этом дошли до её брата-султана Абдул-Хамида II, тот, не доверяя семье Неджипа и желая погасить чувства сестры, отослал молодого человека во Францию, назначив его секретарём в посольстве в Париже. Улучай же отмечал, что Медиха скрывала свои чувства на протяжении пяти лет, а недоверие к семье Неджипа со стороны султана было вызвано тем, что отец Неджиба сотрудничал с Али Суави, целью которого было нападение на дворец Чыраган 20 мая 1878 года и вызволение из заточения бывшего султана Мурада V. Сакаоглу и Улучай писали, что Медиха тяжело перенесла расставание с любимым: она перестала есть, пить и спать и очень ослабла. Медиха в письме обратилась за помощью к мачехе Вердидженан Кадын-эфенди, но та изначально посчитала, что Медиха больна физически из-за голодания и отсутствия сна, и это надо прекратить. В конечном итоге, Медиха убедила мачеху, что не отступится от своих чувств, и Вердидженан обратилась за помощью к мачехе султана валиде Пиристу Кадын-эфенди, пообещав Медихе, что её дело не останется без ответа. По настоянию валиде Абдул-Хамид II вернул Неджиб-бея в Стамбул, дал ему место в государственном совете и позволил сестре выйти за него замуж.
Никах был заключён 27 мухаррама 1296 года по хиджре (22 января 1879 года) в 5.51 утра по турецкому времени. Жениха на церемонии представлял великий визирь Хайреддин-паша, Медиху — кызляр-ага. В качестве махра был выплачен 1001 кошель с монетами. В тот же вечер был дан банкет для высокопоставленных лиц и послов, присутствовавших на свадебной церемонии во дворце Йылдыз. Во время трапезы императорский оркестр играл «пение» под руководством дирижёра Ферика Неджиба-паши. Дворцовая свадьба состоялась 8 июня 1879 года. Паре был выделен особняк в Тешвикие. В 1880 году в этом доме родился их единственный ребёнок Сами-бей, умерший в 1961 году. Позднее, в период второго брака Медихи, Сами-бей служил личным помощником султана Абдул-Хамида II.
Когда в 1884 году умерла её старшая сестра Фатьма-султан, Медиха написала письмо брату-султану с просьбой передать ей пляжный дом Фатьмы в Балталиманы. Абдул-Хамид, первоначально планировавший передать этот дом одной из своих дочерей, исполнил просьбу Медихи и отдал особняк ей. Супруги переехали в Балталиманы в 1884 году, однако уже год спустя, в июле 1885 года, Неджиб-паша умер в возрасте всего 30 лет после непродолжительной болезни.

### Второй брак, вдовство и смерть

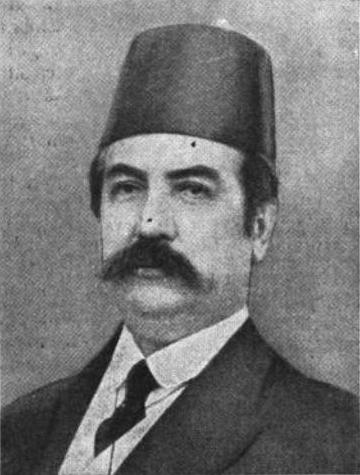
Второй супруг Медихи Ферид-паша

Через год после смерти Неджиб-бея Абдул-Хамид II стал подыскивать сестре нового мужа. Он обратился к великому визирю Камилю-паше с просьбой подобрать наиболее подходящего кандидата. Камиль-паша составил петицию, в которой подчёркивал, что зятьями Османской династии должны становиться прежде всего знатные мужчины, отцы и предки которых служили государству, и перечислял многие другие качества; среди вероятных кандидатов он назвал Бююк Решид Пашазаде Решид-бея и сына Сюрея-паши Шекип-бея. Однако самым приемлемым кандидатом Камиль-паша посчитал Ферид-бея, сына покойного Сейида Иззета Хасана-эфенди, члена государственного совета и главного секретаря лондонского посольства, «поскольку он очень красив физически, обладает хорошими нравами и пригоден для этой цели». Он заявил, что было бы уместно, чтобы Ферида немедленно вызвали из Лондона, назначили членом государственного совета и повысили в должности после женитьбы. Абдул-Хамид II прислушался к совету Камиля-паши, и 30 апреля 1886 года Медиха вышла замуж за Ферид-бея. Улучай отмечал, что Медиха не желала этого брака, но вышла замуж под давлением брата-султана. Супруги поселились на прибрежной вилле в Балталиманы, где вели беззаботную жизнь на протяжении правления Абдул-Хамида II и сменившего его Мехмеда V Решада. Брак с Феридом-пашой оставался бездетным.
Два года спустя Ферид получил должность визиря и до 1908 года иных назначений не имел. Современник Медихи-султан Лютфи Симави в своём труде «Что я видел во дворце султана Мехмеда Решад-хана и его преемника» часто упоминал, что Ферида-паша высказывал недовольство, был невежественен и высокомерен и совершал много ошибок. Шадие-султан в мемуарах «Горькие и сладкие дни моей жизни» писала, что её отец Абдул-Хамид II не любил Ферида-пашу и даже не позволил ему принимать участие в дворцовых церемониях, в которых были задействованы другие султанские зятья. Полнородный брат Медихи-султан, Мехмед VI Вахидеддин, говоря о членах династии во время его правления, так сказал о Медихе и её семье: «В мире есть три проклятых человека… Первая из них — моя сестра Медиха-султан, второй — её муж Ферид-паша, а третий — её сын Сами». Однако политическая звезда Ферида-паши засияла именно во время султаната Мехмеда VI в 1918—1922 годах: за короткий период 1919—1920 годов Вахидеддин пять раз назначал его великим визирем и министром иностранных дел; кроме того, паша принял участие в движении Войны за независимость в Анатолии, но оставил не лучший след в истории. Сакаоглу отмечал, что из-за репутации и деяний Ферида-паши сама Медиха также подверглась ненависти как со стороны народа, так и со стороны семьи.
Не складывались отношения у Медихи и с единственным сыном. Придворная дама Лейла Ачба писала, что в Сами-бея была влюблена одна из дочерей Мехмеда VI Сабиха-султан. Сам Сами-бей также был влюблён в султаншу, однако его репутация работала против него: прежде, чем жениться в первый раз, он имел многочисленные любовные связи, а после брака увлёкся сестрой жены, одной из служанок дворца и другими немусульманками во дворце. Любвеобильность Сами не была секретом для жителей дворца, однако этот факт тщательно скрывали от Сабихи. Когда Сами заговорил с матерью о возможности брака с кузиной, Медиха оказалась категорически против и заявила, что этот брак невозможен, поскольку сам Сами был женат и имел детей, а Сабиха была дочерью государя.
После упразднения султаната и провозглашения республики в 1922 году Медиха с мужем бежала в Европу 21 сентября, первоначально обосновавшись в Ницце. После смерти мужа, произошедшей 6 октября 1923 года, Медиха перебралась в Ментону, где поселилась в одной комнате со своей старой служанкой. Время от времени она навещала брата Мехмеда Вахидеддина в Сан-Ремо и много общалась с единокровной сестрой Сенихой. Единственный сын Медихи Сами-бей отказался заботиться о матери после смерти отчима. Сакаоглу отмечал, что о смерти султанши, произошедшей 7 или 9 ноября 1928 года в Ницце, не было ничего известно; Улучай же писал, что случилось это 9 мая 1928 года.

## Комментарии
1. ↑  Турецкий историк Недждет Сакаоглу полагал, что по происхождению Гюлюсту, вероятно, была черкешенкой[6]. Румейса Аредба, дочь абхазского князя, проживавшая при дворе дочери Абдул-Меджида Джемиле-султан, писала, что Гюлюсту принадлежала к княжескому абхазскому роду Шервашидзе (Чачба): отцом её был Тахир Чачба[7], сын владетеля Абхазии Келеш Ахмат-бея; матерью, согласно книге Харуна Ачба «Жёны султанов: 1839—1924», — Афише Лакрба[8].